# ريد بيركنز
ريد بيركنز (بالإنجليزية: Red Perkins)‏ هو موزع ومغني أمريكي، ولد في 26 ديسمبر 1890 في آيوا في الولايات المتحدة، وتوفي في 27 سبتمبر 1976 في منيابولس في الولايات المتحدة.

## وصلات خارجية
- ريد بيركنز على موقع ميوزك برينز (الإنجليزية)
- ريد بيركنز على موقع ديسكوغز (الإنجليزية)